# Gustaf Bång (borgmästare)
Oskar Gustaf Morgan Bång, född 1 oktober 1888 i Jönköping, död 13 december 1961 i Engelbrekts församling i Stockholm, var en svensk jurist och borgmästare.

## Biografi
Bång, som var son till bankkassör Oskar Bång och Maria Sjöberg, blev juris kandidat vid Uppsala universitet 1911. Han blev kriminalassessor i Stockholms rådhusrätt 1921, civilassessor 1923, rådman 1931 och var borgmästare i Stockholms stad 1950–1955 (t.f. 1949). Han var krigsdomare vid Livregementet till häst, Svea artilleriregemente, Svea ingenjörkår och Signalregementet 1930–1948. Han var vice krigsdomare vid Ådalsmålet 1931–1932, sakkunnig i justitiedepartementet 1932, ledamot av 1945 års trafiksäkerhetskommitté och av Stockholms stads byggnadsnämnd 1948–1954. 
Bång är begravd på Norra begravningsplatsen utanför Stockholm. Han var bror till överste Magnus Bång.